# 이태원지구촌축제
이태원지구촌축제(梨泰院地球村祝祭, ITAEWON Global Village Festival)는 서울특별시 용산구에서 열리는 문화축제로, (사)이태원관광특구연합회가 주최하고 서울특별시와 용산구가 후원한다.
한국의 전통문화와 이태원의 외국 문화를 결합하고, 이태원 지역의 활성화 및 관광객 유치를 위해 2008년 처음 개최되었다. 세계 각국의 음식전과 풍물전, 퍼레이드, K-POP 콘서트, 세계문화체험관 등의 프로그램이 있다
영어 명칭은 'ITAEWON Global Village Festival'이며, 매년 열리는 연도를 붙여 표기한다. 2014년 축제의 경우 한글명칭은 '2014 이태원지구촌축제', 영어명칭은 'ITAEWON Global Village Festival 2014'이다.

## 주요 프로그램
- 지구촌 퍼레이드

개막식에 앞서 축제의 시작을 알리는 지구촌 퍼레이드는 300명의 기수단 및 거리행진단이 300미터의 행렬로 참가한다.
- 세계 전통의상 패션쇼

한국의 전통의상과 20여개 국의 세계의상 패션쇼로 다양한 나라의 문화를 느낄 수 있
- 세계 음식전과 풍물전

세계 여러나라의 문화를 눈으로만 즐기는 것이 아닌, 세계 각국의 음식을 맛볼 수 있으며 풍물을 직접 만져보고 구매할 수 있다.
- C&M 착한 콘서트

개·폐막 특집 콘서트로 C&M 착한콘서트가 열린다. 2014년에는 달샤벳과 신효범, 로맨틱 펀치가 무대를 준비했다.
- 지구촌 DJ파티

이태원만의 독특하고 강렬한 클럽문화에 실력파 dj들의 디제잉과 함께 10월의 가을 밤 거리에서 클럽파티를 즐길 수 있다.
- 지구촌 문화공연

다양한 문화를 담아 행사장 곳곳에서 음악, 미술, 무용, 퍼포먼스 등 거리에서 관객과 호흡하는 공연을 관람할 수 있다.